# Rémy Bouet
Pas d'image ? Cliquez ici

a Compétitions nationales et continentales officielles uniquement.

Dernière mise à jour le 10 mars 2024.
Rémy Bouet, né le 9 janvier 1992, est un joueur français de rugby à XV qui évolue principalement aux postes de ailier ou d'arrière au CS Bourgoin-Jallieu.

## Biographie
Rémy Bouet est formé à l'Union athlétique côtoise basée à La Côte-Saint-André. Il rejoint ensuite le CS Bourgoin-Jallieu en 2007.
Il rejoint l'équipe première du CS Bourgoin-Jallieu en 2011. Le 7 janvier 2012, il dispute son premier match contre l'US Dax en Pro D2.
Le 1er février 2020, Bouet participe au Supersevens sous les couleurs du Lyon OU.
En début d'année 2023, il dépanne au poste de demi de mêlée pour quatre matchs. En avril 2023, il prolonge son contrat le liant au club berjallien pour deux saisons plus une en option.
Bouet est titulaire d'un baccalauréat scientifique, avant d'intégrer un IUT gestion d’entreprises à Grenoble. En 2017, il passe un CAP armurerie.